# Doam-myeon, Hwasun-gun
Doam-myeon (koreanska: 도암면) är en socken i kommunen Hwasun-gun i provinsen Södra Jeolla i den södra delen av Sydkorea, 290 km söder om huvudstaden Seoul.